# 戈羅卡機場
戈羅卡機場（英語：Goroka Airport）是一個位於巴布亞新畿內亞戈羅卡之民用機場。

## 國內航站樓
國內航站樓每天有兩班航機前往莫爾茲比港。離境休息室內有小食站及阿維斯汽車出租中心。航站樓內也有紐吉尼航空公司旅行社。

## 航空公司及目的地
- 紐吉尼航空 (莫爾茲比港)